# جایزه گلدن گلوب بهترین کارگردانی
جایزه گلدن گلوب بهترین کارگردانی – فیلم یکی از جوایز گلدن گلوب است که از سال ۱۹۴۳ هر ساله توسط انجمن مطبوعات خارجی هالیوود اهدا می‌شود.

## دهه ۱۹۴۰
- ۱۹۴۳ - هنری کینگ
- ۱۹۴۴ - لئو مک کری
- ۱۹۴۵ - بیلی وایلدر
- ۱۹۴۶ - فرانک کاپرا
- ۱۹۴۷ - الیا کازان
- ۱۹۴۸ - جان هیوستن
- ۱۹۴۹ - رابرت راسن

## دهه ۱۹۵۰
- ۱۹۵۰ - بیلی وایلدر
- ۱۹۵۱ - لاسلو بندک
- ۱۹۵۲ - سیسیل ب دومیل
- ۱۹۵۳ - فرد زینه من
- ۱۹۵۴ - الیا کازان
- ۱۹۵۵ - جاشوا لوگن
- ۱۹۵۶ - الیا کازان
- ۱۹۵۷ - دیوید لین
- ۱۹۵۸ - وینسنت مینلی - ژی‌ژی
- ۱۹۵۹ - ویلیام وایلر

## دهه ۱۹۶۰
- ۱۹۶۰ - جک کاردیف
- ۱۹۶۱ - استنلی کریمر
- ۱۹۶۲ - دیوید لین
- ۱۹۶۳ - الیا کازان
- ۱۹۶۴ - جرج کیوکر
- ۱۹۶۵ - دیوید لین
- ۱۹۶۶ - فرد زینه من
- ۱۹۶۷ - مایک نیکولز
- ۱۹۶۸ - پل نیومن
- ۱۹۶۹ - چارلز جروت

## دهه ۱۹۷۰
- ۱۹۷۰ - آرتور هیلر
- ۱۹۷۱ - ویلیام فریدکین
- ۱۹۷۲ - فرانسیس فورد کاپولا
- ۱۹۷۳ - ویلیام فریدکین
- ۱۹۷۴ - رومن پولانسکی
- ۱۹۷۵ - میلوش فورمن
- ۱۹۷۶ - سیدنی لومت
- ۱۹۷۷ - هربرت راس
- ۱۹۷۸ - مایکل چیمینو
- ۱۹۷۹ - فرانسیس فورد کاپولا

## دهه ۱۹۸۰
- ۱۹۸۰ - رابرت ردفورد
- ۱۹۸۱ - وارن بیتی
- ۱۹۸۲ - ریچارد آتن بارو
- ۱۹۸۳ - باربارا استرایسند
- ۱۹۸۴ - میلوش فورمن
- ۱۹۸۵ - جان هیوستون
- ۱۹۸۶ - الیور استون
- ۱۹۸۷ - برناردو برتولوچی
- ۱۹۸۸ - کلینت ایستوود
- ۱۹۸۹ - الیور استون

## دهه ۱۹۹۰
- ۱۹۹۰ - کوین کاستنر
- ۱۹۹۱ - الیور استون
- ۱۹۹۲ - کلینت ایستوود
- ۱۹۹۳ - استیون اسپیلبرگ
- ۱۹۹۴ - رابرت زمکیس
- ۱۹۹۵ - مل گیبسون
- ۱۹۹۶ - میلوش فورمن
- ۱۹۹۷ - جیمز کامرون
- ۱۹۹۸ - استیون اسپیلبرگ
- ۱۹۹۹ - سام مندس

## دهه ۲۰۰۰
- ۲۰۰۰ - انگ لی
- ۲۰۰۱ - رابرت آلتمن
- ۲۰۰۲ - مارتین اسکورسیزی
- ۲۰۰۳ - پیتر جکسون
- ۲۰۰۴ - کلینت ایستوود
- ۲۰۰۵ - انگ لی
- ۲۰۰۶ - مارتین اسکورسیزی
- ۲۰۰۷ - جولیان اشنابل
- ۲۰۰۸ - دنی بویل
- ۲۰۰۹ - جیمز کامرون

## دهه ۲۰۱۰
- ۲۰۱۰ - دیوید فینچر
- ۲۰۱۱ - مارتین اسکورسیزی
- ۲۰۱۲ - بن افلک
- ۲۰۱۳ - آلفونسو کوارون
- ۲۰۱۴ - ریچارد لینکلیتر
- ۲۰۱۵ - الخاندرو گونسالس اینیاریتو
- ۲۰۱۶ - دیمین شزل
- ۲۰۱۷ - گی‌یرمو دل تورو
- ۲۰۱۸ - آلفونسو کوارون
- ۲۰۱۹ - سم مندس

## دههٔ ۲۰۲۰
—اسامی نامزدها نیز ذکر شده‌است.
| سال                       | نامزدی                 | فیلم               |
| ------------------------- | ---------------------- | ------------------ |
| ۲۰۲۰                      | کلویی ژائو             | سرزمین خانه‌به‌دوش‌ها |
| ۲۰۲۰                      | دیوید فینچر            | منک                |
| ۲۰۲۰                      | رجینا کینگ             | یک شب در میامی…    |
| ۲۰۲۰                      | امرالد فنل             | زن جوان آتیه‌دار    |
| ۲۰۲۰                      | آرون سورکین            | دادگاه شیکاگو هفت  |
| ۲۰۲۱                      | جین کمپیون             | قدرت سگ            |
| ۲۰۲۱                      | کنت برانا              | بلفاست             |
| ۲۰۲۱                      | دنی ویلنوو             | تلماسه             |
| ۲۰۲۱                      | مگی جیلنهال            | دختر گمشده         |
| ۲۰۲۱                      | استیون اسپیلبرگ        | داستان وست ساید    |
| ۲۰۲۲                      |                        |                    |
| استیون اسپیلبرگ           | خانواده فیبلمن         |                    |
| جیمز کامرون               | آواتار: راه آب         |                    |
| مارتین مک‌دونا             | بنشی‌های اینیشرین       |                    |
| باز لورمن                 | الویس                  |                    |
| دانیل کوان و دانیل شاینرت | همه‌چیز همه‌جا به یکباره |                    |
| ۲۰۲۳                      | کریستوفر نولان         | اوپنهایمر          |
| ۲۰۲۳                      | گرتا گرویگ             | باربی              |
| ۲۰۲۳                      | مارتین اسکورسیزی       | قاتلان ماه گل      |
| ۲۰۲۳                      | بردلی کوپر             | مایسترو            |
| ۲۰۲۳                      | سلین سونگ              | زندگی‌های گذشته     |
| ۲۰۲۳                      | یورگوس لانتیموس        | بیچارگان           |